# Allobates cepedai
Allobates cepedai е вид земноводно от семейство Aromobatidae.

## Разпространение
Видът е разпространен в Колумбия.